# Odrazivost
Odrazivost je optická vlastnost materiálu, která popisuje, jaké množství světla se odrazilo od materiálu v poměru k množství, které na materiál dopadlo.
Odrazivost závisí na:
- materiálu (kov, plast apod.)
- chemickém složení a struktuře materiálu
- stavu materiálu a jeho povrchu (teplota, drsnost, stupeň oxidace, stupeň zašpinění)
- vlnové délce
- směru dopadajícího a odraženého světla
- polarizaci světla

Podle povrchu materiálu je odrazivost rozdělena na:
- přímou (spekulární) - pro hladké/vyleštěné povrchy
- difuzní (rozptýlenou) - drsné povrchy/rozptylující objemy

## Měření odrazivosti
K měření odrazivosti je možné použít několik metod. Zvolená metoda závisí na požadované veličině odrazivosti:
- nástavec pro přímou propustnost s různým úhlem dopadu záření v kombinaci se spektrometrem (spektrální normálová/úhlová hemisférická odrazivost)

- nástavec pro difuzní a přímou odrazivost (integrační sféra) v kombinaci se spektrometrem (spektrální normálová hemisférická odrazivost)